# Entedon zerovae
Entedon zerovae är en stekelart som beskrevs av Alex Gumovsky 1995. Entedon zerovae ingår i släktet Entedon och familjen finglanssteklar.
Artens utbredningsområde är Tadzjikistan. Inga underarter finns listade i Catalogue of Life.